# نخستین بار (فیلم ۲۰۱۲)
نخستین بار (انگلیسی: The First Time) یک فیلم در ژانر کمدی رمانتیک، داستان بلوغ، و درام به کارگردانی جاناتان کاسدان است که در سال ۲۰۱۲ منتشر شد.

## بازیگران
- بریت رابرتسون
- دیلن اوبرایان
- کریگ رابرتس
- جاشوآ مالینا
- جیمز فرش‌ویل
- کریستین تیلور
- ویکتوریا جاستیس
- مالی کوئین
- هالستون سیج
- مگی الیزابت جونز